# 广教寺双塔
30°58′32″N 118°44′09″E / 30.97556°N 118.73583°E
广教寺双塔位于中国安徽省宣城市宣州区城北的敬亭山东南麓，1988年被列为第三批全国重点文物保护单位。
广教寺已毁，双塔建于北宋绍圣三年（1096年），为仿木结构楼阁式砖塔，均为七层，高17米，两塔相距26.9米。